# Municipio de Gravois
El municipio de Gravois (en inglés: Gravois Township) es un municipio ubicado en el condado de San Luis en el estado estadounidense de Misuri. En el año 2010 tenía una población de 34919 habitantes y una densidad poblacional de 1.234,42 personas por km².

## Geografía
El municipio de Gravois se encuentra ubicado en las coordenadas 38°33′20″N 90°21′44″O / 38.55556, -90.36222. Según la Oficina del Censo de los Estados Unidos, el municipio tiene una superficie total de 28.29 km², de la cual 28.29 km² corresponden a tierra firme y (0%) 0 km² es agua.

## Demografía
Según el censo de 2010, había 34919 personas residiendo en el municipio de Gravois. La densidad de población era de 1.234,42 hab./km². De los 34919 habitantes, el municipio de Gravois estaba compuesto por el 90.36% blancos, el 4.44% eran afroamericanos, el 0.18% eran amerindios, el 2.71% eran asiáticos, el 0.04% eran isleños del Pacífico, el 0.61% eran de otras razas y el 1.66% pertenecían a dos o más razas. Del total de la población el 2.48% eran hispanos o latinos de cualquier raza.